# 1re division d'infanterie nord-africaine
Pour les articles homonymes, voir 1re division.
La 1re division d'infanterie nord-africaine (1re DINA) est une division d'infanterie de l'armée de terre française créée pendant l'entre-deux-guerres et qui a participé à la Seconde Guerre mondiale. Elle regroupait des troupes indigènes recrutées en Afrique française du Nord : tirailleurs marocains, algériens et tunisiens.
Elle disparait pendant la bataille de France : détruite une première fois fin mai 1940 dans le Nord de la France, elle est brièvement reconstituée comme 1re division légère d'infanterie nord-africaine (1re DLINA) en juin.

## Les chefs de la1reDINA
- 1932 - 1936 : général  Giraud[1],[2]
- 1936 - 1937 : général Blanc (sl)
- 1937 - 1940 : général Libaud (sl)
- 1940 : général Tarrit (sl)

## Historique

### Entre-deux-guerres

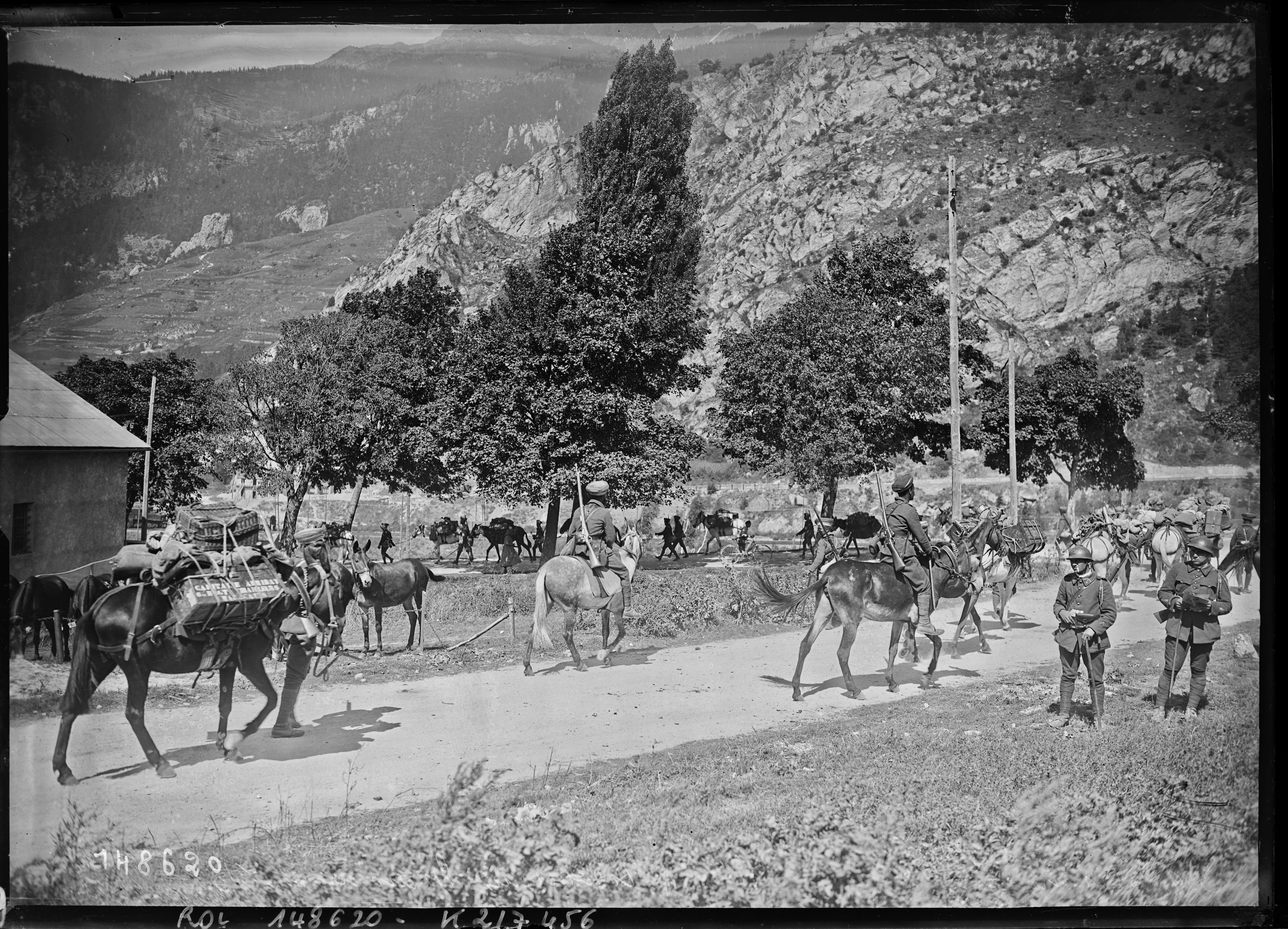
Manœuvres de Haute-Maurienne en septembre 1930, mulets et tirailleurs du 6e RTM.

Les deux premières divisions d'infanterie nord-africaine sont créées en 1928 pour regrouper les unités nord-africaines affectées aux forces mobiles, aptes selon la loi du 28 mars 1928 relative à la constitution des cadres et effectifs de l'armée à répondre immédiatement à une attaque contre le territoire français. La 2e DINA est créée à Toul tandis que la 1re DINA remplace la 28e division d'infanterie dans le Sud-Est, le long du Rhône.
Les tirailleurs de la 1re DINA sont aptes à intervenir en tout point de la frontière alpine. S'entraînant au combat en montagne, les nord-africains sont également affectés à la construction d'ouvrages pour la Ligne Maginot dans les Alpes. Ils forment des sections d'éclaireurs-skieurs, une bataillon, de la même manière que les chasseurs alpins français.

### De la mobilisation au Nord, septembre 1939 à mai 1940
À la mobilisation de 1939, la division s'installe dès le 26 août 1939 en Haute-Savoie (5e RTM à Chamonix, 27e RTA à Rumilly et 28e RTT autour de Cusy). La division part pour l'Argonne le 20 septembre. La division y est employée aux travaux de préparation du front, installant son PC à Triaucourt-en-Argonne (25 septembre), Verdun (11 octobre), Spincourt (17 octobre), Jarny (8 novembre) puis Burange (22 novembre).
La division passe en réserve du Grand Quartier général français fin décembre, s'installant autour de La Ferté-Milon. La division est bien équipée mais ses équipements de transport sont anciens et en nombre insuffisant.
Le 13 mai 1940, la division embarque par voie ferrée vers Valenciennes. À cause de retards dans son mouvement, la division est désorganisée lorsque ses premiers éléments arrivent le 15 pour être engagés dans la bataille de la Sambre. Le lendemain, la division a été coupée en quatre : trois bataillons de tirailleurs à Valenciennes, l'artillerie en forêt de Mormal, l'état-major et les services au Nord de la division, le reste de l'infanterie autour de Trélon. Le 2e bataillon du 27e RTA défend Jolimetz avec quelques chars et cavaliers motorisés de la 1re DLM le 18. Un bataillon et demi du 27e RTA (dont les rescapés de Jolimetz[réf. souhaitée]), un autre du 28e RTT et un du 5e RTM défendent Le Quesnoy du 18 mai à leur reddition le 21. Deux bataillons du 28e RTT et un du 27e RTA combattent dans le bois d'Antigny. Le 2e groupe du 54e RANA et le 6e du 254e RANA défendent Béthune.
Le 22, les restes de la division sont regroupés avec le 9e BCC, deux companies du 22e BCC, deux bataillons du 512e régiment régional et deux bataillons du 401e régiment de pionniers. Le groupement défend au niveau de Béthune le canal Dunkerque-Escaut. Il se replie derrière le canal le 23, puis vers Estaires le 27 et la Lys le lendemain. Entre le 29 mai et le 2 juin 1940, une partie des rescapés est évacuée depuis Dunkerque.
Le 30 mai 1940, trente deux soldats marocains  appartenant au 254e régiment d'artillerie de la 1re division d'infanterie nord-africaine qui avaient été faits prisonniers le 21 mai 1940 entre Valenciennes et Béthune, sont fusillés par les Allemands dans la petite commune de Febvin-Palfart.

### La1redivisionlégère d'infanterie nord-africaine en juin 1940
En juin 1940, les restes des 1re, 2e, 4e et 5e DINA  et de la 1re division marocaine sont utilisés pour former la 1re division légère d'infanterie nord-africaine. Ils sont regroupés à partir du 7 juin près de Bernay dans l'Eure. Le 14, la division est parvenue à mettre sur pied trois bataillons d'infanterie mais est dépourvue d'artillerie. Son groupe de reconnaissance, son génie et les transmissions disposent des effectifs nécessaires mais pas de l'équipement requis. Cet effectif est ensuite porté à quatre bataillons et deux escadrons à pied au groupe de reconnaissance, et deux groupes de 75 qui rejoignent depuis l'Oise[réf. souhaitée]. La division tente le 16 juin d'arrêter les Allemands sur la Dives à Jort et Coulibœuf puis le lendemain sur l'Orne entre Écouché et La Lande-de-Lougé. La division est capturée le 18 à Ambrières-les-Vallées, bien qu'un élément, incluant le général Tarrit, parvient à embarquer à Quiberon le 20 juin.

## Composition et garnisons

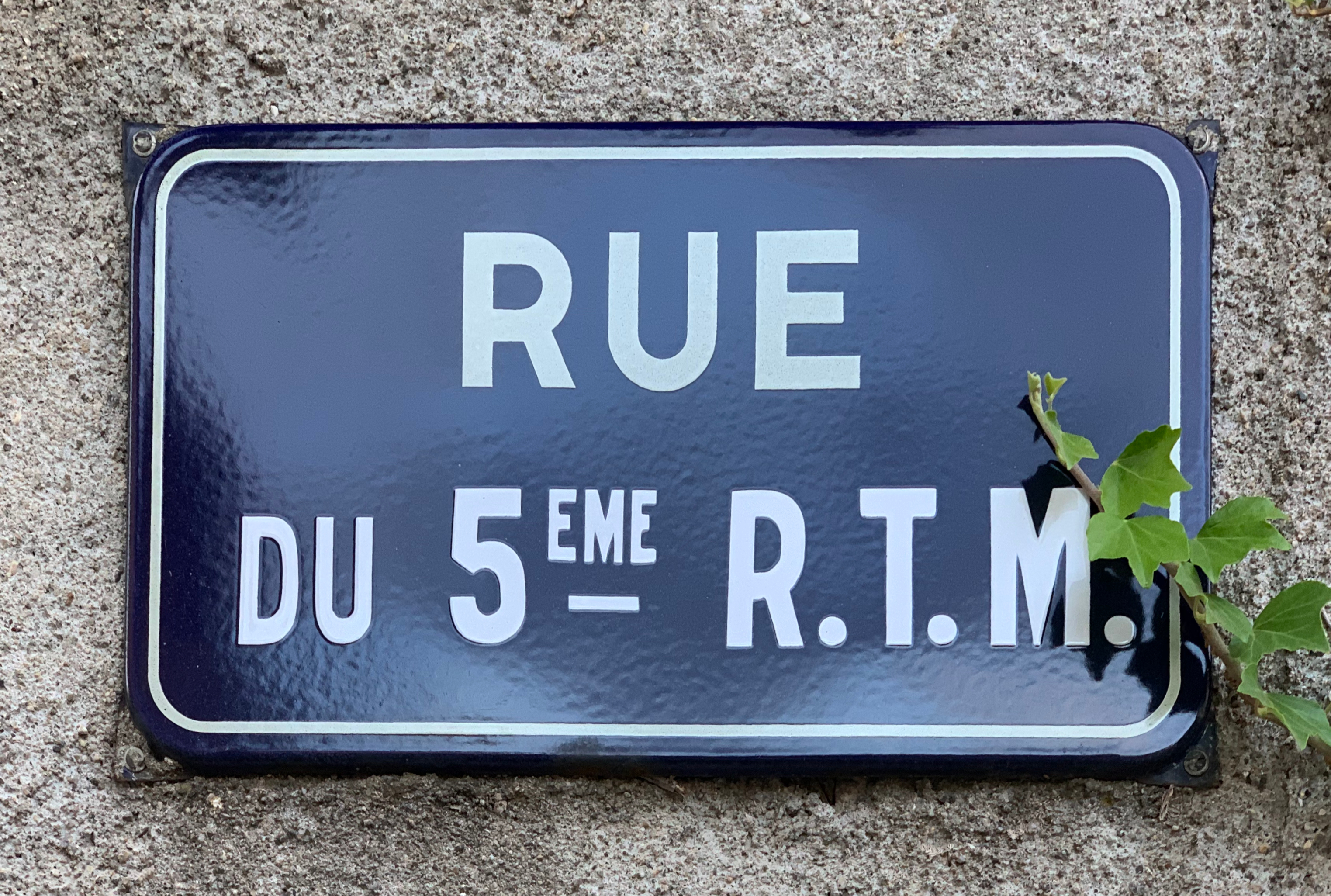
La rue du 5e RTM à Belley, nommée en mémoire de la présence d'un bataillon du régiment dans la ville.

À sa création, la division est constituée des unités suivantes :
- 1re brigade nord-africaine (état-major à Lyon) :
  - 65e régiment de tirailleurs marocains (65e RTM, renuméroté 5e RTM en janvier 1929) :
    - état-major et 1er et 2e bataillons à Bourg-en-Bresse,
    - 3e bataillon à Belley (devient le 2e bataillon du 6e RTM, sans changer de garnison, en mai 1934),
    - (4e bataillon, ex-II/3e RTM, à Bourg-Saint-Maurice d'octobre 1933 à juin 1935).

  - 28e régiment de tirailleurs tunisiens :
    - état-major et 1er et 2e bataillons à Sathonay (puis 1er bataillon à Chambéry à partir de juin 1930),
    - 3e bataillon à Lyon (puis Sathonay à partir de juin 1930),
    - 4e bataillon à Bonifacio.
- 2e brigade nord-africaine (état-major à Avignon) :
  - 66e régiment de tirailleurs marocains (66e RTM, renuméroté 6e RTM en janvier 1929) :
    - état-major et 1er bataillon à Romans-sur-Isère (Montélimar à partir de septembre 1928),
    - 2e bataillon à Valence (devient le 3e bataillon du 5e RTM, sans changer de garnison, en mai 1934),
    - 3e bataillon à Privas,
    - (4e bataillon, ex-III/1er RTM, à Embrun à partir d'octobre 1933 à juin 1935).

  - 35e régiment de tirailleurs algériens (35e RTA, renuméroté 27e RTA en janvier 1929) :
    - état-major et 1er bataillon à Avignon,
    - 2e bataillon à Arles,
    - 3e bataillon à Tarascon.
- Artillerie divisionnaire (AD/1re DINA) : 
  - 54e régiment d'artillerie divisionnaire à Lyon.

En octobre 1935, les deux brigades sont dissoutes et le 6e RTM quitte la division pour rejoindre la 2e DINA à Verdun. L'organisation est alors la suivante :
- Infanterie divisionnaire (ID/1re DINA) :
  - 5e régiment de tirailleurs marocains :
    - état-major et 1er et 2e bataillons à Bourg-en-Bresse,
    - 3e bataillon à Valence.

  - 28e régiment de tirailleurs tunisiens :
    - état-major à Sathonay (puis Valence à partir d'octobre 1938),
    - 1er bataillon à Chambéry (puis Privas à partir d'octobre 1938),
    - 2e bataillon à Sathonay (puis Valence à partir de juin 1936),
    - 3e bataillon à Sathonay (puis Montélimar à partir d'octobre 1938),
    - 4e bataillon à Bonifacio.

  - 27e régiment de tirailleurs algériens :
    - état-major et 1er bataillon à Avignon,
    - 2e bataillon à Arles,
    - 3e bataillon à Tarascon.
- Artillerie divisionnaire (AD/1re DINA) : 
  - 54e régiment d'artillerie divisionnaire à Lyon.

De septembre 1939 à mai 1940, la composition est la suivante :
- Infanterie :
  - 27e régiment de tirailleurs algériens (trois bataillons et 14e compagnie antichar),
  - 28e régiment de tirailleurs tunisiens (trois bataillons),
  - 5e régiment de tirailleurs marocains (trois bataillons et 13e compagnie de pionniers),
- Artillerie :
  - 54e régiment d'artillerie divisionnaire nord-africaine (trois groupes de 75 et 10e batterie divisionnaire antichar de 47),
  - 254e régiment d'artillerie lourde divisionnaire nord-africaine (un groupe de 105 C et un groupe de 155 C),
  - 91e parc d'artillerie,
  - 91e section de munitions hippomobile,
  - 291e section de munitions automobile,
- Cavalerie :
  - 91e groupe de reconnaissance de division d'infanterie (deux groupes d'escadrons),
- Génie et transmissions :
  - 91e bataillon de sapeurs-mineurs (dissous en novembre 1939, forme les compagnies de sapeurs-mineurs 91/1 et 92/2),
  - compagnie télégraphique 91/81,
  - compagnie radio 91/82,
- Train :
  - compagnie hippomobile du train 91/14,
  - compagnie automobile du train 191/14,
- Intendance et santé :
  - groupe sanitaire divisionnaire 91,
  - groupe d'exploitation divisionnaire 91/14.

La 1re division légère d'infanterie nord-africaine est reconstituée en juin 1940 avec les unités suivantes :
- 27e régiment de tirailleurs algériens (deux bataillons),
- 1er régiment de tirailleurs marocains (deux bataillons),
- 54e régiment d'artillerie nord-africaine (deux groupes de 75),
- 95e groupe de reconnaissance de division d'infanterie (deux escadrons à pied),
- Génie et transmissions : personnels disponibles mais sans équipement[9].

## Annexe